# Hübner (Familienname)

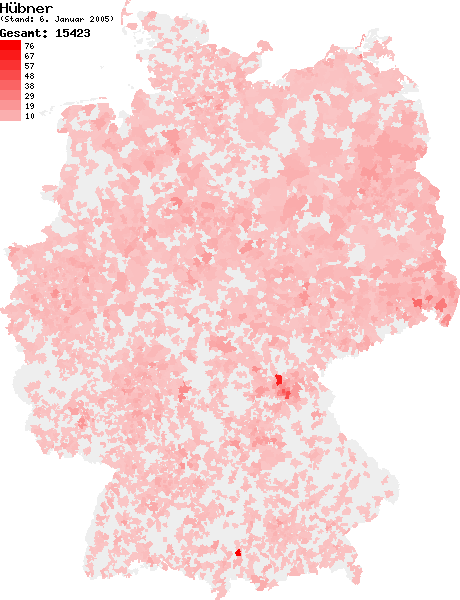
Häufigkeitsverteilung

Hübner bzw. Huebner ist ein Familienname.

## Herkunft und Bedeutung
Der Familienname Hübner gehört mit dem Nachnamen Hubner zu der großen Namensfamilie Huber. Sie sind also namensverwandt. Es leitet sich von dem Begriff „Hube“ ab, was eine Maßeinheit für ein Stück Land war. Dieses stammt wiederum vom mittelhochdeutschen Wort huobe ab. Hübner kann dadurch den Familiennamen mit Berufsbezeichnung zugeordnet werden.

## Verbreitung
Hübner ist vor allem in Süddeutschland verbreitet, jedoch auch im Rest Deutschlands vorzufinden. Gemeinsam mit der großen Huber-Familie besetzt Hübner Platz 42 der Rangliste der häufigsten Familiennamen in Deutschland. (Siehe auch: Liste der häufigsten Familiennamen in Deutschland).

## Namensträger

### A
- Abbi Hübner (1933–2021), deutscher Musiker und Autor
- Achim Hübner (1929–2014), deutscher Schauspieler und Regisseur
- Alexander von Hübner (Diplomat) (1811–1892), österreichischer Diplomat
- Alexander von Hübner (General) (1839–1906), österreichischer Feldmarschallleutnant
- Alexander Hübner (Wirtschaftswissenschaftler) (* 1978/1979), deutscher Wirtschaftswissenschaftler und Hochschullehrer
- Alfred Hübner (Pilot) (1891–??), deutscher Jagdflieger
- Alfred Hübner (Germanist) (1899–1952), deutscher Germanist und Hochschullehrer
- André Hübner-Ochodlo (* 1963), deutscher Theaterregisseur und Chansonnier
- Andrea Hübner (* 1957), deutsche Schwimmerin
- Andreas Hübner (* 1980), deutscher Historiker
- Angela Hübner (* 1961), deutsche Medizinerin
- Anneliese Hübner (* 1946), deutsche Heimatdichterin
- Annemarie Hübner (1908–1996), deutsche Germanistin und Niederlandistin
- Anton Hübner (Politiker, 1793) (1793–1869), deutscher Schriftsteller und Politiker, Mitglied der Frankfurter Nationalversammlung
- Anton Hübner (Politiker, II), deutscher Politiker, MdL Bayern
- Arno Hübner (1893–1973), deutscher Verwaltungsjurist
- Arnold Huebner (1919–1981), deutscher Offizier
- Arthur Hübner (Germanist) (1885–1937), deutscher Germanist und Hochschullehrer
- Arthur Hübner (Mediziner, 1887) (1887–1961), deutscher Chirurg
- Arthur Hübner (Widerstandskämpfer) (1899–1962), KPD-Mitglied
- Arthur H. Hübner (Mediziner, 1878) (1878–1934), deutscher Psychiater, Rechtsmediziner und Hochschullehrer
- Astrid Deixler-Hübner (* 1958), österreichische Juristin und Hochschullehrerin
- August Hübner (1801–1871), preußischer Obertribunalrat

### B
- Barbara Hübner (* 1942), deutsche Politikerin (SPD)
- Bartholomäus Hübner (1727–nach 1795), deutscher Kupferstecher
- Beate Hübner (* 1955), deutsche Politikerin (CDU)
- Benedikt Hübner (* 1979), deutscher Kontrabassist
- Benjamin Hübner (* 1989), deutscher Fußballspieler
- Bernd Hübner (* 1947), deutscher Leichtathlet und Ruderer
- Bernhard Hübner (* 1982), deutscher Journalist
- Bertold Hübner (1919–2018), deutscher Mediziner
- Birgit Huebner (* 1966), deutsche Künstlerin
- Björn Hübner (* 1986), deutscher Fechter
- Bruno Hübner (Schauspieler) (1899–1983), deutscher Schauspieler und Regisseur
- Bruno Hübner (Fußballfunktionär) (* 1961), deutscher Fußballspieler und -funktionär

### C
- Carl Hübner (Kupferstecher) (1797–1831), deutscher Kupferstecher, Radierer und Lithograf
- Carl Adolf Hübner (1739–1824), deutscher Stadtschreiber
- Carl August Hübner (Domherr), deutscher Landrat und Domherr
- Carl August Hübner (Musiker) (1847–??), deutscher Organist und Musikpädagoge
- Carl Wilhelm Hübner (1814–1879), deutscher Maler
- Carol Hübner (1902–?), deutsch-rumänischer Maler
- Carolin Hübner (* 2004), deutsche Handballspielerin
- Carsten Hübner (* 1969), deutscher Politiker (PDS)
- Charlotte Reinmann-Hübner (1884–1949), deutsche Malerin und Grafikerin
- Charly Hübner (* 1972), deutscher Schauspieler
- Christian Hübner (Offizier) (vor 1578–nach 1644), deutscher Offizier, Mitglied der Fruchtbringenden Gesellschaft
- Christian Hübner (Fußballspieler) (* 1962), deutscher Fußballspieler
- Christian Hübner (Physiker) (* 1968), deutscher Physiker und Hochschullehrer
- Christian Hübner (Sänger) (* 1977), deutscher Opernsänger (Bass)
- Christian Gotthelf Hübner (1772–1808), deutscher Jurist und Hochschullehrer
- Christoph Hübner (* 1948), deutscher Filmschaffender und Autor
- Christopher Hübner (* 1986), deutscher Fußballspieler
- Clara Hübner (1841–1876), deutsche Schauspielerin
- Clarence R. Huebner (1888–1972), US-amerikanischer Heeresoffizier, General
- Claudia Hübner (* 1948), deutsche Politikerin (CDU), siehe Claudia Porsche

### D
- Danuta Hübner (* 1948), polnische Politikerin
- Dario Hübner (* 1967), italienischer Fußballspieler
- David Huebner (* 1960), US-amerikanischer Diplomat
- Detlef Hübner (* 1954), deutscher Unternehmer und Automobilrennfahrer
- Dietmar Hübner (* 1968), deutscher Philosoph und Komponist
- Dirk Hübner (* 1976), deutscher Maschinenbauingenieur und Hochschullehrer

### E
- Eberhard Hübner (* 1945), deutscher Badmintonspieler
- Eberhard Friedrich Hübner (1763–1799), deutscher Schriftsteller
- Eckart Hübner (* 1960), deutscher Fagottist
- Eckhard Hübner (* 1953), deutscher Osteuropahistoriker und Bibliothekar
- Eduard Hübner (1842–1924), deutscher Maler
- Edward Hübner (* 1988), deutscher Endurosportler
- Eloain Lovis Hübner (* 1993), deutsche in der Komposition tätige Person
- Emil Hübner (Philologe) (Ernst Willibald Emil Hübner; 1834–1901), deutscher Klassischer Philologe und Epigraphiker
- Emil Hübner (Widerstandskämpfer) (1862–1943), deutscher Politiker (SPD, KPD) und Widerstandskämpfer
- Emil Hübner (Politikwissenschaftler) (1944–2004), deutscher Politikwissenschaftler
- Emma Hübner (1904–1985), deutsche Malerin und Illustratorin
- Erich Hübner (1917–1985), deutscher Kirchenmusiker
- Ernst Hübner (1840–1905), deutscher Unternehmer
- Ernst Ludwig Hübner (1682–1735), deutscher Kaufmann und Politiker

### F
- Florian Hübner (* 1991), deutscher Fußballspieler
- Frank Hübner (Segler) (* 1950), deutscher Segelsportler
- Frank Hübner (Filmproduzent) (* 1952), deutscher Filmproduzent
- Frank Hübner (Politiker) (* 1966), deutscher Politiker (DA)
- Frank-Erich Hübner, deutscher Hörspielautor und -regisseur
- Franz Hübner (Geistlicher) (1840–1914), deutscher Geistlicher und Missionar, Bischof der Neuapostolischen Kirche
- Franz Hübner (Naturforscher) (1846–1877), deutscher Apotheker, Naturforscher und Sammler
- Friedrich Hübner (Landrat) (1905–nach 1952), deutscher Landrat
- Friedrich Hübner (Theologe) (1911–1991), deutscher Theologe, Missionar und Bischof von Holstein
- Friedrich Hübner (Slawist), deutscher Slawist
- Friedrich Markus Huebner (1886–1964), deutscher Schriftsteller und Kunstkritiker
- Fritz Hübner (Ingenieur) (1881–1957), Schweizer Bauingenieur
- Fritz Hübner (Chemiker) (vor 1888–1953), deutscher Chemiker und Fabrikant
- Fritz Hübner (Sänger) (1933–2000), deutscher Opernsänger (Bass)

### G
- Gerhard Hübner (1926–1995), deutscher Pathologe und Hochschullehrer
- Gert Hübner (1962–2016), deutscher Germanist
- Gregor Hübner (* 1967), deutscher Violinist und Komponist
- Gustav Hübner (* 1920), deutscher Bergmann und Politiker, MdV

### H
- Hans Hübner (Chemiker) (1837–1884), deutscher Chemiker
- Hans Hübner (Theologe) (1930–2013), deutscher Theologe
- Hans Hübner (Kulturwissenschaftler) (1937–2021), deutscher Bibliothekar und Publizist
- Hans Hübner (Journalist) (* 1939), deutscher Journalist
- Hans Hübner (General) (* 1942), deutscher General
- Hans Kraus-Hübner (* 1941), deutscher Komponist
- Hans-Dieter Hübner (* 1942), deutscher Sprinter und Militärhistoriker
- Hans Heinrich Hübner (* 1968), deutscher Hacker
- Hans-Peter Hübner (* 1961), deutscher Jurist und Theologe
- Heico Hübner (* 1968), deutscher Offizier
- Heinrich Hübner (1869–1945), deutscher Maler
- Heinz Hübner (Rechtswissenschaftler) (1914–2006), deutscher Rechtswissenschaftler
- Heinz Hübner (Politiker) (* 1952), deutscher Politiker (FDP)
- Heinz Werner Hübner (1921–2005), deutscher Journalist
- Herbert Hübner (Schauspieler) (1889–1972), deutscher Schauspieler
- Herbert Hübner (SS-Mitglied) (1902–1982), deutscher SS-Führer
- Herbert Hübner (Redakteur) (1903–1989), deutscher Rundfunkredakteur
- Hermann Hübner (* 1953), deutscher Politiker (CSU), Landrat
- Holger Hübner (* 1963), deutscher Schauspieler
- Horst Hübner (Schriftsteller) (1936–2009), deutscher Schriftsteller, Journalist und Übersetzer
- Horst Hübner (Biathlet), deutscher Biathlet
- Horst Hübner (Soziologe) (* 1952), deutscher Sportsoziologe und Hochschullehrer
- Hugo Hübner (1882–1938), deutscher Fabrikant und Flugzeugkonstrukteur

### I
- Isabella Hübner (* 1966), deutsche Schauspielerin
- Ivonne Hübner (* 1977), deutsche Schriftstellerin

### J
- Jacob Hübner (1761–1826), deutscher Entomologe
- Jakob Hübner (1859–nach 1902), deutscher Schauspieler
- Jehudith Hübner (1921–2023), österreichische Holocaust-Überlebende, israelische Beamtin, Diplomatin und Politikerin
- Joachim Hübner (Hofrat) (1565–1614), kurbrandenburgisch-dänischer Hofrat
- Joachim Hübner (Musiker) (1945–2014), deutscher Musiker
- Johan Hübner von Holst (1881–1945), schwedischer Sportschütze
- Johann Hübner (1668–1731), deutscher Lehrer und Schriftsteller
- Johannes Hübner (Autor) (1921–1977), deutscher Autor
- Johannes Hübner (Politiker) (1956–2025), österreichischer Politiker (FPÖ)
- Johannes Hübner (Basketballtrainer) (* 1990), deutscher Basketballtrainer
- Jörg Hübner (* 1962), deutscher Theologe, Pfarrer und Publizist
- Jorge Hübner Bezanilla (1892–1964), chilenischer Dichter und Diplomat
- Julius Hübner (Maler, 1806) (1806–1882), deutscher Maler
- Julius Hübner (Schauspieler) (1839–1878), deutscher Schauspieler
- Julius Hübner (Maler, 1841) (1841–1874), deutscher Maler
- Jürgen Hübner (Theologe) (* 1932), deutscher evangelischer Theologe und Hochschullehrer
- Jutta Hübner (* 1962), deutsche Onkologin

### K
- Karin Hübner (1936–2006), deutsche Schauspielerin
- Karl Hübner (Politiker) (1897–1965), deutscher Politiker (FDP, FVP, FDV, CDU)
- Karl Hübner (Maler) (1902–1981), Siebenbürger Maler und Grafiker
- Karl Hermann Hübner (1911–2005), deutscher Bergbauingenieur
- Klaas Hübner (* 1967), deutscher Politiker (SPD)
- Klara Hübner (* 1973), tschechische Historikerin
- Klaus Hübner (Politiker) (1924–2021), West-Berliner Polizeipräsident
- Klaus Hübner (Mediziner) (1927–2007), deutscher Pathologe und Hochschullehrer
- Klaus Hübner (Fußballspieler) (* 1949), deutscher Fußballspieler
- Klaus-Dieter Hübner (1951–2017), Bürgermeister von Guben, FDP
- Konrad Hübner (1884–1975), Präsident des Landgerichts Kassel
- Kurt Hübner (Schauspieler) (1916–2007), deutscher Schauspieler, Theaterregisseur und -intendant
- Kurt Hübner (Philosoph) (1921–2013), deutscher Philosoph
- Kurt Hübner (Mediziner) (1929–1975), deutscher Neurochirurg und Hochschullehrer
- Kurt Hübner (Physiker) (* 1937), österreichischer Physiker und Ingenieur

### L
- Leo Hübner (1919–1990), deutscher Basketballtrainer
- Leonhard Hübner (* 1982), deutscher Rechtswissenschaftler
- Lorenz Hübner (1751–1807), deutscher Theologe, Übersetzer und Publizist
- Lothar Hübner (General) (1938–2017), deutscher Generalmajor
- Lothar Hübner (Fußballspieler) (* 1950), deutscher Fußballspieler
- Lothar Hübner (Politiker) (1955–2022), deutscher Politiker (SPD)
- Ludwig Hübner (Volkskundler) (1839–1918), österreichischer Volkskundler
- Ludwig Hübner (Mediziner) (1922–2010), deutscher Orthopäde
- Lutz Hübner (* 1964), deutscher Dramatiker, Schauspieler und Regisseur

### M
- Manfred Huebner (Sänger) (1905–1978), deutscher Sänger (Bassbariton)
- Manfred Hübner (Handballschiedsrichter) (1934–2013), deutscher Handballspieler, -schiedsrichter und -trainer
- Manfred Hübner (Badminton), deutscher Badmintonspieler
- Manfred Hübner (Bildhauer) (* 1950), deutscher Bildhauer
- Manfred Hübner (Kulturwissenschaftler) (* 1953), deutscher Kulturwissenschaftler
- Marie Hübner (* 1969), deutsche Illustratorin
- Maritta Hübner(1930–1989), deutsche Hörspielregisseurin und Sprecherin
- Marta Hübner (1889–1969), deutsche Volkskomikerin, Schauspielerin und Chanteuse
- Martin Fischer-Hübner (1885–1959), deutscher Pfarrer und Heimatforscher
- Mathilde Hanzel-Hübner (1884–1970), österreichische Lehrerin und Frauenrechtlerin
- Max Hübner (Architekt), deutscher Architekt
- Max Hübner (Ornithologe) (1864–1939), deutscher Ornithologe und Sammler
- Max Hübner (Kaufmann) (1866–1946), deutscher Florist und Kaufmann
- Max Hübner (Politiker) (* 1927), deutscher Politiker und Gewerkschaftsfunktionär (FDGB)
- Michael Hübner (Autor) (* 1953), deutscher Autor
- Michael Hübner (Radsportler) (1959–2024), deutscher Radsportler
- Michael Hübner (Politiker) (* 1973), deutscher Politiker (SPD)
- Monica Hübner (* 1990), deutsche Skirennläuferin
- Moritz Hübner (* 1997), deutscher Basketballspieler

### N
- Nico Hübner (* 1955), deutscher Regimekritiker und Kriegsdienstverweigerer
- Niels-Olaf Hübner (* 1984), deutscher Maler und Zeichner
- Niklas Hübner (* 2004), deutscher Eishockeyspieler

### O
- Oliver Hübner (* 1968), deutscher Autor
- Otto Hübner (Ökonom) (1818–1877), deutscher Statistiker und Volkswirt
- Otto von Hübner (1862–1935), deutscher Generalleutnant
- Otto Hübner (Zahnmediziner) (1876–1952), deutscher Zahnmediziner, Hochschullehrer und Verbandsfunktionär
- Otto Hübner (Mediziner) (1909–nach 1959), deutscher Pathologe und SS-Untersturmführer
- Otto R. Hübner (1860–1928), deutscher Komponist und Autor

### P
- Paul Hübner (1915–2003), deutscher Maler
- Paul Hermann Hübner (1895–1981), deutscher Restaurator
- Pauline Hübner (1809–1895), Schwester des Malers Eduard Bendemann und die Ehefrau des Malers Julius Hübner
- Peter Hübner (Soziologe) (1935–2002), deutscher Soziologe und Hochschullehrer
- Peter Hübner (Tischtennisspieler) (1938–2020), deutscher Tischtennisspieler
- Peter Hübner (Architekt) (* 1939), deutscher Architekt
- Peter Hübner (Historiker) (* 1944), deutscher Historiker
- Petrus Hübner (1948–2022), österreichischer Geistlicher

### R
- Rainer Hübner (* 1943), deutscher Maler
- Ralf Hübner (Fußballspieler) (1933–2009), deutscher Fußballspieler
- Ralf Hübner (Musiker) (* 1939), deutscher Schlagzeuger und Komponist
- Ralf Hübner (Geiger) (* 1971), deutscher Geiger
- Reinhard Huebner (Maler) (auch Reinhard Hübner; 1891–1962), deutscher Maler
- Reinhard Hübner (Historiker) (1902–1989), deutscher Historiker, Hochschullehrer und Pfarrer
- Reinhard M. Hübner (* 1937), deutscher Theologe und Hochschullehrer
- Reinhard Hübner (1949–2021), deutscher Künstler, Kunstmaler und Buchillustrator, siehe Reinhart Hevicke
- Reinhold Hübner (1898–1965), deutscher Politiker (SPD)
- Robert Hübner (Schauspieler) (1860–1892), österreichischer Schauspieler
- Robert Hübner (1948–2025), deutscher Schachspieler
- Robert Hübner (Moderator) (* 1964), deutscher Moderator
- Robert Hübner (Künstler) (* 1967), österreichischer Künstler
- Robert J. Huebner (1914–1998), US-amerikanischer Virologe und Mediziner
- Roberta Hübner (* 1965), deutsche Juristin
- Roger Hübner (* 1967), deutscher Designer und Schauspieler
- Rolf Hübner (Agrarwissenschaftler) (1908–1978), deutscher Pflanzenbauwissenschaftler
- Rolf Hübner (Schauspieler) (1911–nach 1973), deutscher Schauspieler, Hörspielsprecher, Regisseur und Theaterintendant
- Rolf Hübner (Architekt) (1929–2013), deutscher Maler und Architekt
- Rolf Hübner (Autor), deutscher Autor und Heimatforscher
- Rolf Hübner (Archivar), deutscher Archivar und Historiker
- Ronald Hübner (* 1955), deutscher Psychologe, Hochschullehrer und Autor
- Rudi Hübner (Rudolf Hübner; * 1986), deutscher Fußballspieler
- Rudolf Hübner (Buchhändler) (1837–1904), deutscher Buchhändler
- Rudolf Hübner (Jurist) (1864–1945), deutscher Jurist und Rechtshistoriker
- Rudolf Hübner (Unternehmer) (1895–1960), österreichischer Uhrmacher und Unternehmensgründer
- Rudolf Huebner (Generalleutnant) (1897–1965), deutscher Generalleutnant
- Rudolf Hübner (Leichtathlet) (* 1944), tschechoslowakischer Hochspringer

### S
- Sabine Hübner (Ökonomin) (* 1950), deutsche Ökonomin
- Sabine Hübner (Germanistin) (* 1957), deutsche Germanistin, Übersetzerin und Herausgeberin
- Sabine Hübner (Zen-Meisterin), deutsche Psychotherapeutin und Zen-Meisterin
- Sabine Hübner (Autorin) (* 1966), österreichische Rednerin und Autorin
- Sabine Hübner (Althistorikerin) (* 1976), deutsche Althistorikerin
- Sascha Hübner (* 1988), deutscher Radsportler
- Sebastian Hübner (* 1964), deutscher Sänger (Tenor), Chorleiter und Hochschullehrer
- Sibylle Hübner-Funk (1943–2014), deutsche Soziologin
- Siegfried Hübner (1923–2017), deutscher Geistlicher und Dogmatiker
- Siegfried F. Hübner (1923–2008), deutscher Waffentechniker und Autor
- Stefan Hübner (* 1975), deutscher Volleyballspieler
- Svenja Hübner (* 1996), deutsche Handballspielerin

### T
- Theodor Hübner (1839–1909), deutscher Handelsgärtner
- Tobias Hübner (1578–1636), deutscher Übersetzer und Literaturtheoretiker
- Thomas Hübner (Pfarrer) (* 1952), deutscher Pfarrer und Musikpädagoge
- Thomas Hübner (Politiker), deutscher Jugendfunktionär und Politiker, MdV
- Thomas Hübner (Manager) (* 1958), Schweizer Wirtschaftsmanager
- Thomas Hübner (Golfspieler), deutscher Golfspieler
- Thomas Hübner, eigentlicher Name von Clueso (* 1980), deutscher Sänger, Rapper, Songwriter und Produzent

### U
- Ulrich Hübner (Maler) (1872–1932), deutscher Maler
- Ulrich Hübner (Jurist) (1942–2008), deutscher Rechtswissenschaftler
- Ulrich Hübner (Archäologe) (* 1952), deutscher Archäologe
- Ulrich Hübner (Musiker), deutscher Hornist
- Ursula Hübner (Künstlerin) (* 1957), österreichische Künstlerin
- Ursula Hübner (Informatikerin) (* 1958), deutsche Hochschullehrerin für Medizinische und Gesundheitsinformatik und Quantitative Methoden
- Uwe Hübner (Autor) (1951–2024), deutscher Autor
- Uwe Hübner (* 1961), deutscher Moderator

### V
- Veit Hübner (* 1968), deutscher Jazzbassist

### W
- Walter Hübner (Anglist) (1884–1970), deutscher Anglist und Didaktiker
- Walter Hübner (Verwaltungsjurist) (1896–1965), deutscher Verwaltungsjurist
- Walter Hübner (SA-Mitglied) (1906–1969), deutscher SA-Führer
- Werner Hübner (* 1931), deutscher Parteifunktionär (SED)
- Wilhelm Hübner (Verwaltungsbeamter) (1911–nach 1990), deutscher Verwaltungsbeamter
- Wilhelm Hübner (Musiker, 1914) (1914–1996), österreichischer Violinist
- Wilhelm Hübner (1915–2004), deutscher Komponist, Dirigent und Musikschriftsteller
- Wilhelm Hübner-Langenbruck (1911–1989), österreichischer Pianist und Musikpädagoge
- Willi Hübner (1896–1979), deutscher Politiker (SPD), MdA Berlin
- Winfried Hübner (* 1948), deutscher Schauspieler
- Wolfgang Hübner (Regisseur) (1931–2017), deutscher Schauspieler, Regisseur und Drehbuchautor
- Wolfgang Hübner (Altphilologe) (* 1939), deutscher Altphilologe
- Wolfgang Hübner (Journalist) (* 1959), deutscher Journalist

### Z
- Zygmunt Hübner (1930–1989), polnischer Theaterregisseur und Intendant